# Jižní region (Malta)
Jižní region (maltsky Reġjun Nofsinhar) je jedním z pěti regionů Malty. Region se rozkládá v jižní části ostrova Malta. Region sousedí se Severním, Centrálním a Jihovýchodním regionem.
Byl vytvořen zákonem č. XVI z roku 2009 z částí regionů Malta Majjistral a Malta Xlokk.

## Subdivize

### Lokální výbor
Jižní region zahrnuje 14 lokálních výborů:
- Birżebbuġa - zahrnuje oblasti Qajjenza, Tal-Papa, Bengħisa Battery, Ħal Far a Għar Dalam.
- Għaxaq - zahrnuje oblasti Ħas-Saptan, Ħal Dmikki, Tal-Qattus a Tal-Millieri.
- Gudja - zahrnuje oblasti Bir Miftuħ, Tal-Mithna a Xlejli.
- Ħamrun - zahrnuje oblasti Blata l-Bajda a Rabbat.
- Kirkop
- Luqa - zahrnuje oblast Ħal Farruġ.
- Mqabba
- Qormi - zahrnuje oblasti Ħandaq a Tal-Ħlas.
- Qrendi - zahrnuje oblasti Maqluba, Wied iż-Żurrieq a Ħaġar Qim.
- Safi
- Santa Luċija
- Siġġiewi - zahrnuje oblasti Għar Lapsi, Fawwara a Girgenti.
- Żebbuġ - zahrnuje oblasti Ħal Muxi, Ħal Mula, Ħal Dwin.
- Żurrieq - zahrnuje oblasti Bubaqra, Nigret a Tal-Bebbux.